# Mons Wolff
Mons Wolff är ett berg på norra delen av den sida av månen som är vänd mot jorden. Den har fått sitt namn efter den tyske filosofen och matematikern friherre Christian von Wolff.
Mons Wolff har en bas med en diameter på 35 kilometer. Det ligger i den sydvästra delen av bergskedjan Montes Apenninus, intill den allra västligaste, låga delen av bergskedjan som sträcker sig till den stora kratern Erathostenes. Norr och väster om berget utbreder sig det stora månhavet Mare Imbrium och söderut ligger den östra delen av det lilla månhavet Sinus Aestuum.